# Relevo da Croácia

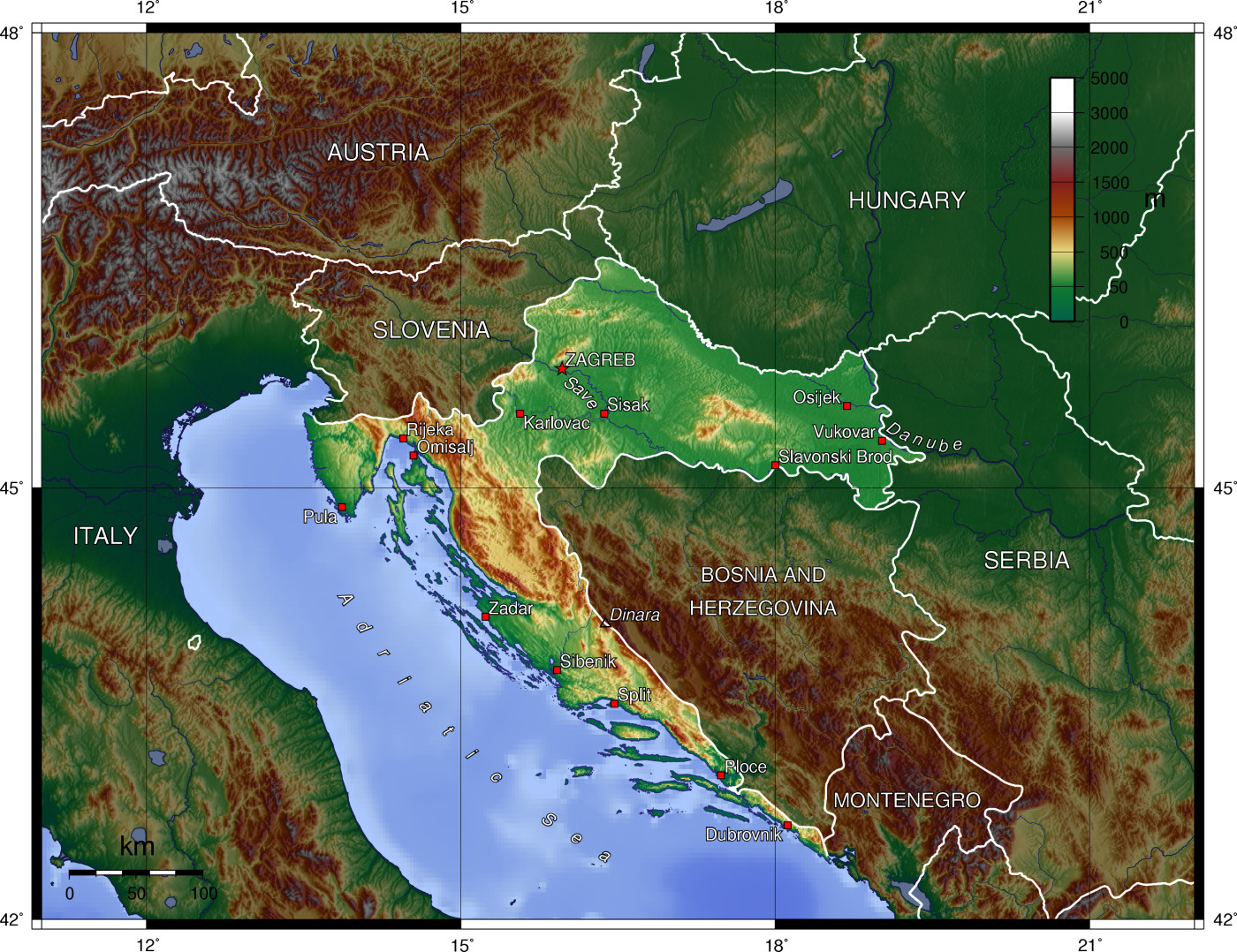
Relevo da Croácia

A Croácia, localizada no sudeste da Europa, possui um relevo diversificado e impressionante, que desempenha um papel crucial na formação de sua paisagem única e na diversidade de seus ecossistemas. Desde as majestosas montanhas até as planícies costeiras e as ilhas do Mar Adriático, o relevo croata é marcado por uma variedade de formas e características geográficas.

## Cordilheira dos Alpes Dináricos
Uma das principais características do relevo croata é a presença da cordilheira dos Alpes Dináricos, que se estende ao longo da costa do Mar Adriático. Essa cadeia montanhosa é conhecida por suas altas cristas, vales profundos, desfiladeiros escarpados e picos rochosos. Destacam-se nesta cordilheira o maciço de Velebit, que inclui o Parque Nacional de Paklenica, famoso por suas formações rochosas e trilhas desafiadoras de montanhismo.

## Planaltos e Planícies Interiores
Além das montanhas, a Croácia também apresenta extensos planaltos e planícies interiores. Os planaltos da Croácia incluem o Planalto de Zagreb, o Planalto de Livno e o Planalto de Lika, que são áreas de relevo mais suave e elevações moderadas. Essas regiões são importantes para a agricultura e possuem uma topografia variada, com colinas ondulantes e vales férteis.

## Ilhas e Costa Adriática
A Croácia é conhecida por sua deslumbrante costa ao longo do Mar Adriático, que é pontilhada por mais de mil ilhas e ilhotas. As ilhas croatas variam em tamanho e características, desde as grandes ilhas de Krk e Hvar até pequenos afloramentos rochosos. A costa adriática é caracterizada por falésias calcárias, praias de seixos, enseadas isoladas e baías pitorescas, proporcionando um cenário espetacular para atividades recreativas e turísticas.

## Vale do Rio Danúbio
No leste da Croácia, o vale do Rio Danúbio domina a paisagem, oferecendo vastas planícies aluviais e terras férteis para a agricultura. O Danúbio é um dos principais rios da Europa e desempenha um papel importante na geografia e na vida cotidiana da Croácia, proporcionando transporte, irrigação e recursos naturais.

## Impacto na Paisagem e na Vida Cotidiana:
O relevo diversificado da Croácia influencia significativamente sua paisagem, clima, flora e fauna, bem como a vida cotidiana de seus habitantes. As montanhas oferecem oportunidades para atividades ao ar livre, como caminhadas, escaladas e esqui, enquanto as planícies costeiras são ideais para a agricultura e o turismo de praia. As ilhas do Adriático são destinos populares para o turismo de verão, com suas águas cristalinas e paisagens pitorescas.